# Ma Meilleure Ennemie
«Ma Meilleure Ennemie» (en español: «Mi Peor Enemigo») es una canción del artista belga Stromae y de la cantante francesa Pomme, escrita y compuesta por los intérpretes, el hermano y colaborador de Stromae, Luc Van Haver, y el músico Alex Seaver para la segunda y última temporada de la serie animada de Netflix Arcane, ambientada en el universo ficticio de League of Legends.
Lanzada originalmente el 23 de noviembre de 2024 cómo parte de la banda sonora de la serie, el tema se convirtió en uno de los más exitosos a nivel mundial, lo que llevó a ser promocionado cómo un sencillo del álbum el 6 de diciembre de ese mismo año. En abril de 2025, fue lanzada una remezcla de la canción que contó con la participación de la banda británica de pop rock Coldplay y la intérprete palestino-chilena Elyanna.

## Antecedentes
El 23 de noviembre de 2024, Stromae anunció mediante sus redes sociales la colaboración con Pomme, diciendo que "crearon una canción especial" para la temporada final de Arcane, que se había estrenado el mismo día. Esta noticia contó como el regreso del cantante luego de una pausa de dos años y la cancelación de su Multitude Tour a principios de 2023 por razones de salud.
«Ma Meilleure Ennemie» se reproduce en el capitulo 7 de la segunda temporada, en un punto clave para la relación de los personajes de Ekko y Jinx, en la cual ambos bailan al ritmo de la canción a 4fps, tomando la referencia de la habilidad Ekko en los videojuegos.

## Rendimiento comercial
En sus primeras 24 horas, la canción rompió el récord de la canción en francés más reproducida en Spotify en su primer día.
Según el sitio web Mediatraffic, la canción debutó en el número 21 en la lista mundial con 145.000 unidades durante su primera semana. Luego ascendió al puesto número 9 con 197.000 unidades.

## Historial de lanzamiento
| Región | Fecha                  | Formato(s) | Etiqueta(s)       | Ref.  |
| ------ | ---------------------- | ---------- | ----------------- | ----- |
| Italia | 6 de diciembre de 2024 | Airplay    | Riot Games Virgin | [ 8 ] |